# Imogene (Iowa)
Imogene es una ciudad ubicada en el condado de Fremont, Iowa, Estados Unidos. Según el censo de 2020, tiene una población de 39 habitantes.

## Geografía
La localidad está ubicada en las coordenadas 40°52′40″N 95°25′45″O / 40.87778, -95.42917 (40.877674, -95.429213). Según la Oficina del Censo de los Estados Unidos, Imogene tiene una superficie total de 1.28 km², correspondientes en su totalidad a tierra firme.

## Demografía
Según el censo de 2020, hay 39 personas residiendo en Imogene. La densidad de población es de 30.47 hab./km². El 97.44% de los habitantes son blancos y el 2.56% es de otra raza. No hay hispanos o latinos viviendo en la localidad.